# Chechat
Chechat là một thị trấn thống kê (census town) của quận Kota thuộc bang Rajasthan, Ấn Độ.

## Địa lý
Chechat có vị trí 24°46′B 75°53′Đ / 24,77°B 75,88°Đ Nó có độ cao trung bình là 333 mét (1092 foot).

## Nhân khẩu
Theo điều tra dân số năm 2001 của Ấn Độ, Chechat có dân số 10.255 người. Phái nam chiếm 53% tổng số dân và phái nữ chiếm 47%. Chechat có tỷ lệ 62% biết đọc biết viết, cao hơn tỷ lệ trung bình toàn quốc là 59,5%: tỷ lệ cho phái nam là 73%, và tỷ lệ cho phái nữ là 50%. Tại Chechat, 16% dân số nhỏ hơn 6 tuổi.